# Дини, Ламберто
Ламбе́рто Ди́ни (итал. Lamberto Dini; род. 1 марта 1931, Флоренция, Италия) — итальянский экономист и политик, Председатель Совета министров Италии в 1995—1996 годах.

## Биография
Получив экономическое образование во Флоренции, Дини в 1959 начал работу в Международном валютном фонде, где в 1976—1979 годах занимал пост исполнительного директора по Италии, Греции, Португалии и Мальте. Перейдя в 1979 году в Банк Италии, он в 1993 году рассматривался на пост его директора после перехода Карло Адзельо Чампи на пост председателя правительства, но был отвергнут в пользу Антонио Фацио в том числе из-за мнения Чампи. В мае 1994 года Дини, уйдя из банка, занял пост министра финансов в правительстве Сильвио Берлускони. Однако уже через семь месяцев из-за разногласий с лидером Лиги Севера Умберто Босси правительство ушло в отставку, и Дини был приглашён сформировать новое правительство. Получив поддержку всех левых партий, кроме Партии Коммунистического возрождения, а также Лиги Севера, Дини потерял поддержку правых и в итоге сформировал техническое правительство, просуществовавшее до новых выборов в 1996 году.
Сформировав партию «Итальянское обновление», Дини был избран в Палату депутатов, принял участие в левой коалиции «Олива» и вошёл в правительство Романо Проди в качестве министра иностранных дел, занимая этот пост до 2001 года в первом и втором правительствах Д’Алемы и во втором правительстве Амато. В 2001 году Дини был избран в Сенат и входил затем в состав Конвенции по выработке Европейской конституции. В 2007 году он образовал новую либеральную партию Либеральные демократы, став её председателем, поддержал вотум недоверия в Сенате правительству Проди в 2008 году и вступил в коалицию Берлускони «Народ свободы».

## Награды
- Медаль Восточной Республики Уругвай (26 марта 2001 года, Уругвай)[2]